# Kaszmir (tkanina)

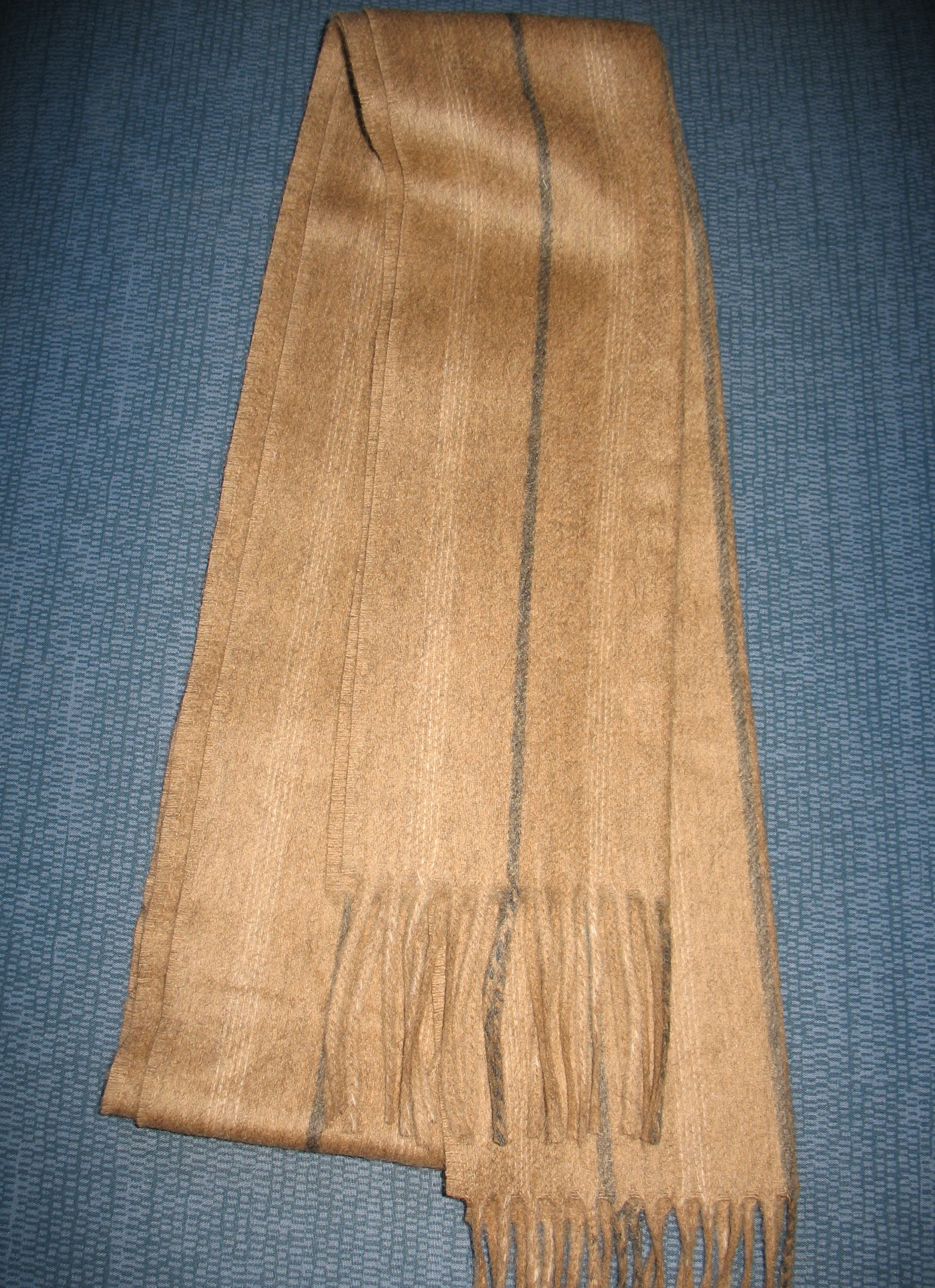
Kaszmirowy szalik

Kaszmir – miękka tkanina z wełny kóz kaszmirskich, charakteryzująca się bardzo cienkimi włóknami o grubości 16-18 mikrometrów, co zapewnia jej wyjątkową puszystość. Pozyskanie wełny jest procesem niezwykle czasochłonnym. Wymaga ono ręcznego wyczesywania kóz kaszmirskich, a następnie – oddzielenia włosia zewnętrznego od puchowego. Naturalne kolory to szary, brązowy lub biały. Tkanina ta jest dość delikatna, dlatego często stosuje się ją jako dodatek do wełny.
Nazwa pochodzi od nazwy regionu w północnych Indiach.